# 척 밋첼
척 미첼(Chuck Mitchell, 1927년 11월 28일 ~ 1992년 6월 22일)은 미국의 배우이다.
코네티컷주에서 태어났으며 할리우드에서 사망하였다. 사인은 간경변이다.

## 영화
- 포키스 3 (1985년)
- 작은 사랑의 기적 (1985년)
- 쾌걸 매버릭 (1981년)
- 아메리칸 팝 (1981년)
- 영구차 (1980년)